# Francis Seymour-Conway (1. markiz Hertford)
Francis Seymour-Conway (ur. 5 lipca 1718 w Londynie, zm. 14 czerwca 1794) – brytyjski arystokrata i polityk, syn Francisa Seymoura-Conwaya, 1. barona Conway, i Charlotty Shorter, córki Johna Shortera of Bybrook. Był w prostej linii potomkiem Edwarda Seymoura, 1. księcia Somerset.

## Życiorys
Ojciec Francisa zmarł, gdy ten miał 14 lat. Większość swojego dzieciństwa spędził on z matką w Paryżu lub we Włoszech. W listopadzie 1739 r. wrócił do Wielkiej Brytanii i zasiadł w Izbie Lordów, do czego był uprawniony jako 2. baron Conway.

## Kariera polityczna
W 1750 r. uzyskał tytuł hrabiego Hertford (razem z dodatkowym tytułem wicehrabiego Beauchamp). Hertford wywarł pozytywne wrażenie na Horacym Walpole'u, który opisał go jako człowieka o nieskazitelnym charakterze, grzecznego i ostrożnego. W 1755 r. został mianowany ambasadorem Wielkiej Brytanii w Paryżu (Walpole przypisał tę nominację wrogom Hertforda na dworze królewskim), ale z powodów finansowych nie zdołał wyjechać do Francji. Rychły wybuch wojny siedmioletniej w 1756 r. spowodował, że Hertford objął ten urząd dopiero w 1763 r. i sprawował go przez dwa lata.
W międzyczasie był Lordem of the Bedchamber królów Jerzego II i Jerzego III w latach 1751–1766. W 1756 r. został kawalerem Orderu Podwiązki, zaś w 1757 r. Lordem Namiestnikiem Warwickshire i Coventry. Od 1763 r. był członkiem Tajnej Rady. Po powrocie z Francji jesienią 1765 r. został wicekrólem Irlandii. Zyskał tam sympatię jako uczciwy i religijny człowiek. W 1766 r. został koniuszym królewskim, a w latach 1766–1782 i 1783 r. był Lordem Szambelanem.
Miał też wrogów o czym świadczy anonimowy paszkwil z 1777 r., którego autor opisuje Hertforda jako najgorszego człowieka w posiadłościach Jego Królewskiej Mości. Wysuwał też przeciw niemu zarzuty skąpstwa, chciwości i samolubstwa. Te oskarżenia nie miały jednak większego oparcia w rzeczywistości.
W 1782 r. lorda Hertforda spotkała tragedia rodzinna. Jego ukochana żona, lady Isabella z domu FitzRoy, przeziębiła się opiekując się ich wnukiem na Forde's Farm, i zmarła mając 56 lat. Walpole, przyjaciel rodziny, który odwiedzał ich często na Forde's Farm, napisał, że lord Hertford poniósł stratę ponad wszelką miarę. Była ona nie tylko kochającą i oddaną żoną, ale też żoną pomocną, i bodajże jedyną osobą jaką znałem, która nigdy nie chodziła zaniedbana, ani też nie zapomniała zrobić niczego, co zrobić miała. Zawsze była przygotowana, czy to chodziło o wizytę towarzyską, czy sprawy domowe. Dwa lata później Herford sprzedał Forde's Farm Charlotcie Boyle Walshingham, która przebudowała posiadłość, którą nazwała Boyle Farm i pod taką nazwą znana jest nadal.
W 1793 r. Seymour-Conway otrzymał tytuły markiza Hertford i hrabiego Yarmouth. Zmarł rok później, w domu swojej córki, hrabiny Lincoln, wskutek infekcji rany, którą otrzymał podczas wypadku podczas jazdy konnej. Markiz został pochowany w Arrow w Warwickshire.

## Życie prywatne
29 maja 1741 r. poślubił lady Isabellę FitzRoy (1726 – 10 listopada 1782), córkę Charlesa FitzRoya, 2. księcia Grafton, i lady Henrietty Somerset, córki markiza Worcester. Francis i Isabella mieli razem siedmiu synów i sześć córek:
- Francis Ingram Seymour-Conway (12 lutego 1743 – 28 czerwca 1822), 2. markiz Hertford
- Anne Seymour-Conway (1 sierpnia 1744 – 4 listopada 1767), żona Charlesa Moore’a, 1. markiza Drogheda, miała dzieci
- Henry Seymour-Conway (15 grudnia 1746 – 5 lutego 1830)
- Sarah Frances Seymour-Conway (27 września 1747 – 20 lipca 1770), żona Roberta Stewarta, 1. markiza Londonderry, miała dzieci
- Robert Seymour-Conway (20 stycznia 1748 – 23 listopada 1831), ożenił się z Anne Delme i Anderlechtią Clarissą Chetwynd, miał dzieci
- Gertrude Seymour-Conway (9 października 1750 – 29 maja 1782), żona George’a Mason-Villiersa, 2. hrabiego Grandison, miała dzieci
- Frances Seymour-Conway (4 grudnia 1751 – 11 listopada 1820), żona Henry’ego Fiennesa Pelhama-Clintona, hrabiego Lincoln, miała dzieci
- Edward Seymour-Conway (1752–1785)
- Isabella Rachel Seymour-Conway (25 grudnia 1755 – ?), żona George’a Hattona, miała dzieci
- Hugh Seymour-Conway (29 kwietnia 1759 – 11 września 1809), ożenił się z Anne Horatią Waldegrave, miał dzieci
- William Seymour-Conway (29 kwietnia 1759 – 31 stycznia 1837), ożenił się Marthą Clitherow, miał dzieci
- George Seymour-Conway (21 lipca 1763 – 10 marca 1848), ożenił się z Isabellą Hamilton, miał dzieci
- Elisabeth Seymour-Conway (zm. 1825)